# Каледони
Каледони (на латински: Caledones) е племенен съюз заемащ земите на Каледония, дн. Шотландия, в северния край на Британия през античната епоха. Вероятно имат келтски произход. Латинското наименование caledoni би могло да означава „хора от горите“ или „твърди/упорити“. Според Йорданес, каледоните и метите, са племенни обединения, чиито членове татуират телата си с нажежено желязо, независимо дали под формата на украшение или поради някаква друга причина.
Каледоните водят много войни с променлив успех срещу легионите на Римската империя. Тези племена никога не са били напълно покорени от римляните. Отдалечени, негостоприемни, със суров климат, земите на каледоните не представлявали особен интерес за римските завоеватели. Живеещи в укрепени планински села, каледоните правят периодични набези на юг в римска Британия. Според Йорданес, каледоните влизат в бой не само на кон, но и пеш, като използват и косящи двойни колесници, които обикновено наричат "еседи (essedæ)".
Конфликтите между Рим и каледоните са сравнително добре документирани. През 83 – 4 г. каледоните (ок. 30 хил. души) под предводителството на Калгак участват във въстанието на британските племена срещу Рим, но те са победени от военачалника Гней Юлий Агрикола в средна Шотландия.
През 2 век римските императори Адриан и Антонин Пий построяват валове за защита от северните британски племена, между които скоти, пикти и каледони. Така в края на века римляните в Британия са защитени от Адрианов вал и Антониновия вал. Въпреки това каледоните няколко пъти превземат и частично разрушават валовете (ок. 160, 180 и 197 г.), които веднъж изоставени, отново са възвръщани и възстановявани от римляните. След като британската провинция отново е подложена на варварско опустошение, император Септимий Север предприема решаващ поход (209 – 211 г.) на север с който почти унищожава племето на каледоните. Земите им обаче остават незавладени, а междувременно императора умира в Ебурак, дн. Йорк. Римляните за последен път воюват срещу каледоните през 305 г. при управлението на Констанций Хлор.